# Layers
Layers es un álbum de estudio por el pianista Les McCann, grabado en 1972 y publicado a inicios de 1974 por Atlantic Records.

## Recepción de la crítica
Steve Huey de AllMusic escribió: «Este innovador disco de jazz es realmente diferente a cualquier otro que Les McCann haya hecho. Aparte de la sección de percusión de tres hombres y el bajista eléctrico Jimmy Rowser, Layers es completamente electrónico, uno de los primeros álbumes de jazz con tal énfasis», añadiendo que «Esta música es verdaderamente progresista y adelantada a su tiempo».
Eric Carlson, escribiendo para Medium, le otorgó una calificación de 9 sobre 10 y afirmó que el álbum de Les McCann «Es uno de esos álbumes únicos que parece estar hecho para una especie de hipotética iglesia musical universal. Sin letras, sin tropos, sin pelusa, esta es música que es de los años 70 y completamente única dentro de ella».

## Lista de canciones
Toda la música compuesta por Les McCann. 
| Songs from Boston |                                        |          |  |
| N.º               | Título                                 | Duración |  |
| 1.                | «Sometimes I Cry»                      | 5:22     |  |
| 2.                | «Let's Gather»                         | 1:13     |  |
| 3.                | «Anticipation»                         | 0:52     |  |
| 4.                | «The Dunbar High School Marching Band» | 6:06     |  |
| 5.                | «Soaring (At Dawn) Part I»             | 5:56     |  |

| Songs from My Childhood |                                    |          |  |
| N.º                     | Título                             | Duración |  |
| 1.                      | «The Harlem Buck Dance Strut»      | 5:55     |  |
| 2.                      | «Interlude»                        | 0:35     |  |
| 3.                      | «Before I Rest»                    | 3:43     |  |
| 4.                      | «Let's Play ('til Mom Calls)»      | 4:26     |  |
| 5.                      | «It Never Stopped in My Home Town» | 1:54     |  |
| 6.                      | «Soaring (At Sunset) Part II»      | 8:02     |  |

## Créditos
Créditos adaptados desde las notas del álbum.
Músicos
- Les McCann – piano, piano eléctrico, sintetizador, clavinet, batería, timbal
- Jimmy Rowser – bajo eléctrico, campanas, percusión
- Donald Dean – batería, campanas, percusión
- Buck Clarke – conga, batería, bongó, caja china, campanas, percusión
- Ralph MacDonald – conga, campanas, percusión